# Andrena okinawana
Andrena okinawana là một loài Hymenoptera trong họ Andrenidae. Loài này được Matsumura & Uchida mô tả khoa học năm 1926.